# Salt Bae
Nusret Gökçe, znany jako Salt Bae – turecki rzeźnik, szef kuchni i restaurator, właściciel sieci restauracji Nusr-Et specjalizującej się w serwowaniu steków i burgerów. Sposób, w jaki przygotowuje i przyprawia mięso, stał się internetowym memem. W listopadzie 2021 jego profil na Instagramie śledziło ponad 39 milionów obserwujących.

## Życie osobiste
Gökçe urodził się w kurdyjskiej rodzinie w Erzurum w Turcji jako jedno z pięciorga dzieci. Jego ojciec był górnikiem. Rodzinne problemy finansowe zmusiły go do przerwania nauki na poziomie szóstej klasy. Wówczas rozpoczął pracę jako pomocnik masarza w Kadıköy, dzielnicy Stambułu.

## Mem internetowy Salt Bae
Gökçe zyskał popularność dzięki serii memów i filmów, w których w nietypowy sposób kroi i soli mięso. Największą uwagę zwrócił na siebie w filmie „Ottoman Steak”, opublikowanym 7 stycznia 2017 na koncie jego restauracji na Instagramie. Wówczas zyskał pseudonim „Salt Bae” ze względu na osobliwy sposób posypywania mięsa solą: upuszczał ją z opuszek palców na przedramię, a ta następnie opadała na mięso.

## Restauracje
Restauracje Nusr-et znajdują się między innymi w: Stambule, Ankarze, Dosze, Dubaju, Miami, Nowym Jorku i Dallas. Dzięki popularności Salt Bae, są one odwiedzane przez celebrytów, w tym m.in.: Neymara i Kyliana Mbappé, Puff Daddy’ego i Leonardo DiCaprio.
Restauracje Nusr-et otrzymują skrajne recenzje krytyków.